# Anaglyptus dolosulus
Anaglyptus dolosulus är en skalbaggsart som beskrevs av Holzschuh 2006. Anaglyptus dolosulus ingår i släktet Anaglyptus och familjen långhorningar. Inga underarter finns listade i Catalogue of Life.